# Uniunea generală a muncitorilor evrei „Bund” în România
Uniunea generală a muncitorilor evrei „Bund” în România (în idiș אלגעמײַנער ײדישער ארבעטער בונד אין רומעניע) a fost un partid politic socialist-evreiesc, din perioada interbelică ce avea membri atât din Vechiul Regat, cât și din Transilvania, Basarabia și Bucovina. Acesta a fost afiliat mișcărilor Bund din întreaga Europă.